# Tycherus acutus
Tycherus acutus är en stekelart som först beskrevs av Johann Ludwig Christian Gravenhorst 1829.  Tycherus acutus ingår i släktet Tycherus och familjen brokparasitsteklar. Inga underarter finns listade i Catalogue of Life.